# 2005-ös londoni terrortámadás
A 2005. július 7-ei londoni robbantások (az esemény 7/7 néven is ismert) egy sor koordinált öngyilkos merényletet takarnak, melyeket az elkövetők a londoni metrórendszerben hajtottak végre a reggeli csúcsforgalom idején. A robbantások elkövetői brit állampolgárságú muszlim férfiak voltak, akik közül három pakisztáni és egy jamaicai származású volt. Tettüket a brit csapatok iraki háborúban való részvétele elleni tiltakozás motiválta.
8.50-kor három bomba robbant fel, egymást követő 50 másodperces időközökkel a londoni metró szerelvényein, valamint egy negyedik egy órával később, 9.47-kor egy emeletes buszon, a Tavistock téren. A robbanásokat a jelek szerint házi készítésű szerves, peroxid-alapú pokolgépekkel okozták, amelyeket az elkövetők hátizsákba csomagoltak, és majdnem biztosan saját maguk hozták működésbe. Az elkövetőkkel együtt ötvenhat áldozatot követelt a merényletsorozat, ezen kívül további 700 fő megsebesült.

## A metrón

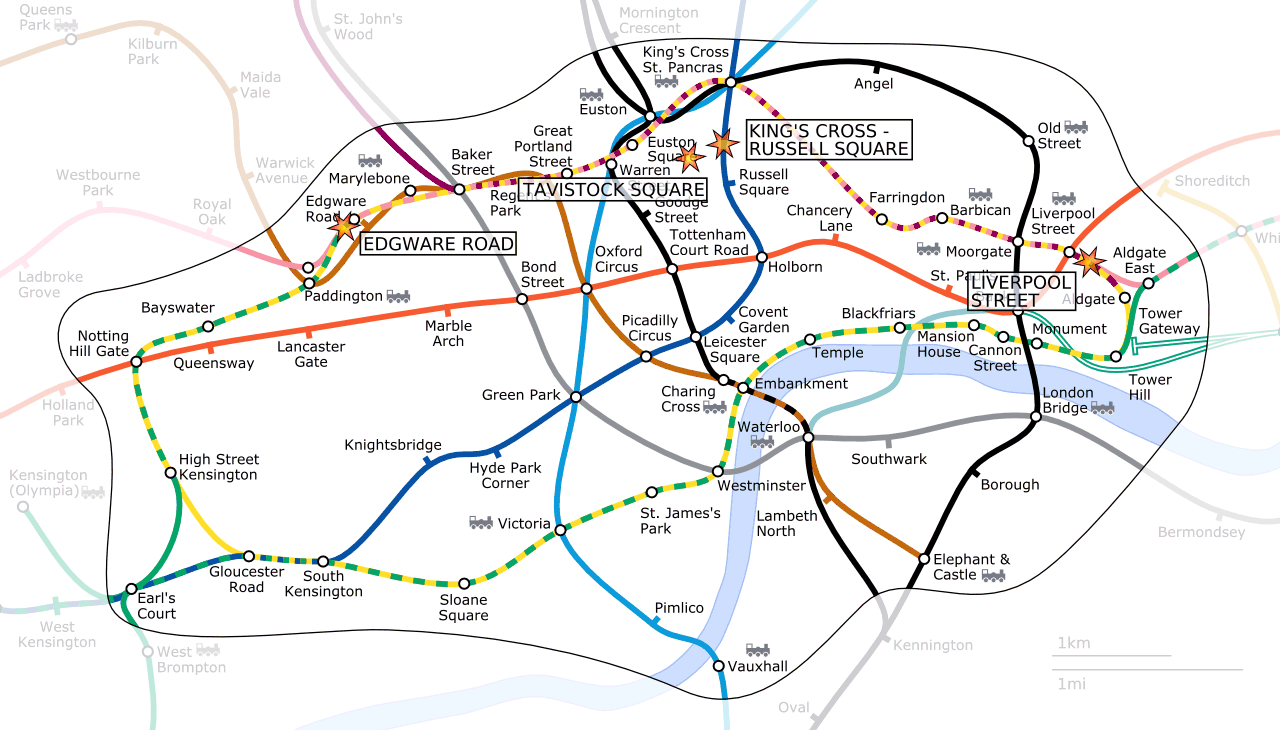
A robbantások helyszínei

08.50-kor három pokolgép robbant fel egymás után, 50 másodperces időközönként a londoni metrórendszerben.

### Első robbanás
Az első bomba a Circle line 204-es számú, kelet felé tartó járatának harmadik kocsijában robbant fel, a Liverpool Street és Aldgate állomások között. A vonat nagyjából nyolc perccel korábban hagyta el a King’s Cross St Pancras metróállomást. A robbanás pillanatában a harmadik kocsi az alagútban a Liverpool Street állomástól hozzávetőleg 90 méternyire volt. A Hammersmith & City line párhuzamos sínpárja szintén megrongálódott a robbantásban.

### Második robbanás
A második bomba a Circle line 216-os számú, nyugat felé tartó járatának második kocsijában robbant fel. A vonat épphogy elhagyta az Edgware Road állomás 4-es számú peronját, és a Paddington állomás felé tartott, amikor a robbanás bekövetkezett. A szerelvény körülbelül nyolc perccel korábban hagyta el a King’s Cross St. Pancras állomást. Más vonatok is voltak a közelben a pokolgép robbanásának pillanatában. Egy keletre tartó Circle line-szerelvény az esemény pillanatában épp elhaladt a 216-os számú vonat mellett (a Paddington állomásról érkezett meg az Edgware Road állomás 3-as peronjára), így az is megrongálódott, akárcsak egy fal, amely később ledőlt. További két másik vonat is volt az Edgware Road állomáson, egy jelöletlen szerelvény a 2-es peronon és a Hammersmith & City line kelet felé közlekedő egyik járata, amely akkor érkezett az 1-es peronra.

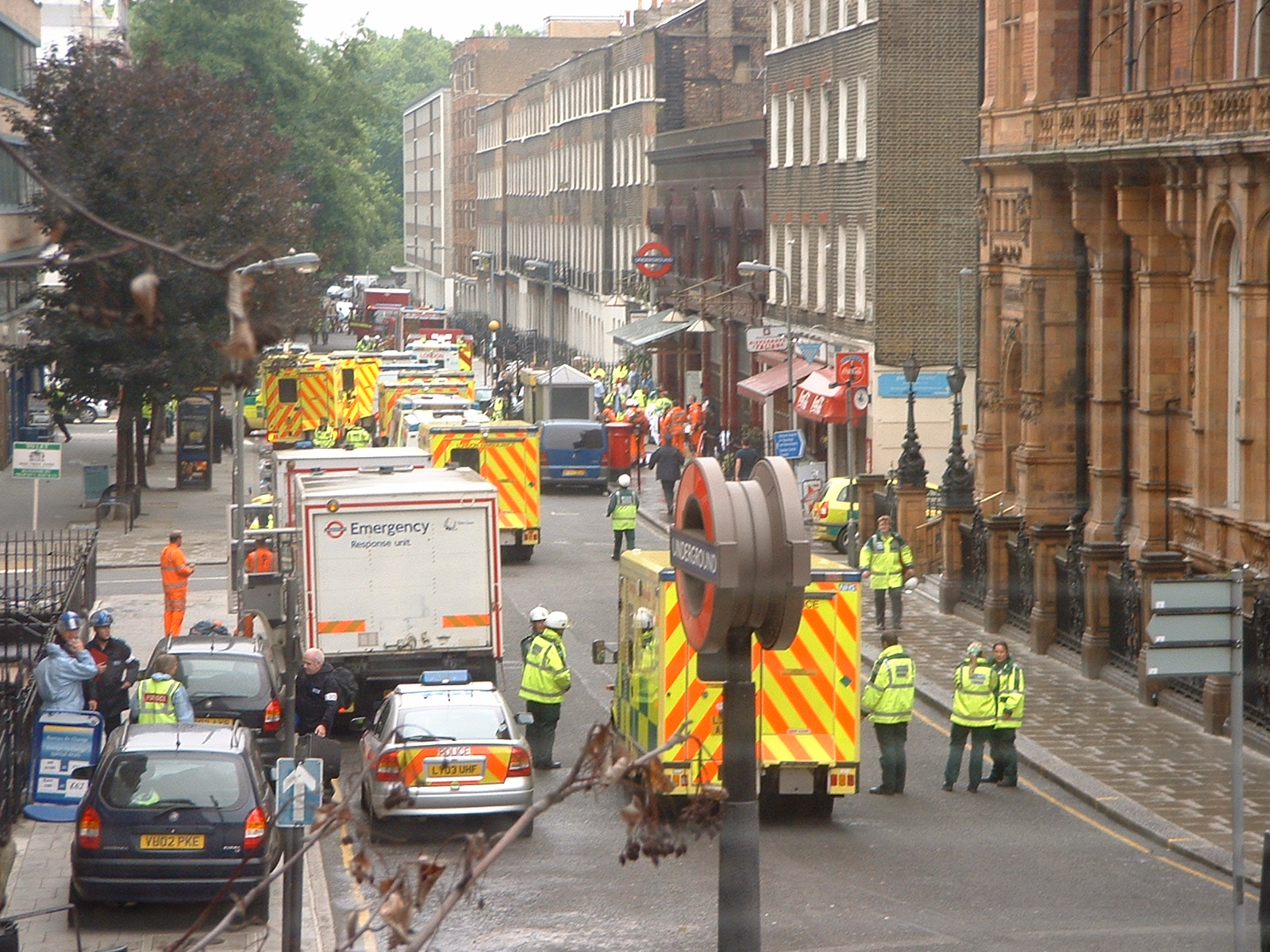
Készenléti egységek a Russell Square-en

### Harmadik robbanás
A harmadik bomba a Piccadilly line dél felé közlekedő, 311-es számú szerelvényén következett be a King’s Cross St. Pancras és a Russell Square állomások között. A pokolgép körülbelül egy perccel azután robbant fel, hogy a vonat elhagyta a King’s Cross St. Pancras állomást, ezalatt nagyjából 450 métert haladt az alagútban. A robbanás az első kocsi (166-os sz.) hátsó végében következett be, ezzel súlyos károkat okozva annak végében, valamint a második kocsi elejében. Az alagút ugyancsak károkat szenvedett.
Eredetileg úgy vélték, hogy hat robbanás következett be a metrórendszerben, és nem három. A buszon végrehajtott merénylettel együtt összesen hét esetről adtak hírt, ám az adatokat még aznap helyesbítették. A téves információk annak tulajdoníthatók, hogy a robbantások az alagútban, az állomások között történtek, így a sebesült utasok mindkét irányba a legközelebbi állomásokon át próbáltak menekülni, ez pedig azt az érzetet keltette, hogy minden említett állomáson történt incidens. A rendőrség ugyancsak korrigálta a robbantások idejére vonatkozó jelentését, hiszen az eredeti jelentés szerint a pokolgépeket egymást követően mintegy fél órás időközökkel élesítették. A tévedés a metrórendszerben kialakult zűrzavar miatt adódott, lévén, hogy a robbanásokat eredetileg esetleges túlfeszültségnek tulajdonították. Az eredeti jelentések közül, percekkel a robbanások után, az egyik már említést tett egy személyről, akit egy szerelvény alatt találtak, valamint egy másik jelentés szerint ki is siklott egy szerelvény (mindkét jelentés igaznak bizonyult utólag, azonban ezek a robbantás következményei voltak).
9.19-kor elrendelték a Code Amber Alertet (a metrórendszerre kidolgozott vészhelyzeti riasztás, melynek elrendelésekor a vonatok a legközelebbi állomásnál azonnal leállnak, és a teljes metrórendszert evakuálják). A robbanások hatása helyszínenként eltért, hiszen az alagút jellemzői hol tompították a detonáció erejét, hol pedig felerősítették.
1. A Circle line úgynevezett „cut and cover” módszerrel épült földalatti metró (a földfelszínen kiásták a vájatot, majd befedték, akárcsak a budapesti M1-es metróvonal ún. kéregvasút esetén), mindössze hét méter mélyen a föld alatt. Mivel az alagút két egymással párhuzamos pályatestet (dupla vágány) tartalmaz, emiatt relatíve széles. Ezen a vonalon a két robbantás ereje a tágas alagútban szétoszlott, így nem koncentrálódott egy helyre, és nem volt annyira pusztító.
2. A Piccadilly line mélyrétegű metró, vagyis fúrópajzzsal készítették az alagutat helyenként 30 méter mélyen a földfelszín alatt, keskeny, mindössze 3,5 méter átmérővel. Az alagútban csak egy vágány található, a vonat és az alagút fala közti hely mindössze 15 cm. A szűk tér felerősítette a robbanás erejét, és az egy helyre koncentrálódott.

## Az emeletes buszon
9.47-kor robbanás történt a 30-as vonalszámú Denis Trindent 2 típusú emeletes buszon (flottaszám: 17758, rendszám: LX03BUF) a Tavistock téren. A buszt két éve a Stagecoach London társaság üzemeltette, a Stratford (SD) buszgarázsból. A járat a Marble Arch és a Hackney Wick végállomások között közlekedett.
Korábban a busz elhaladt a King’s Cross állomás előtt, miközben a Hackney Wicktől a Marble Arch felé közlekedett. A Marble Arch végállomásnál a busz megfordult és elkezdte a visszaútját a Hackney Wick felé. 9.00 órakor hagyta el a Marble Arch végállomást és 9.35 órakor érkezett a Euston buszállomásra, ahol a metró evakuálása miatt feltorlódott utasok buszra szálltak.
A robbanás ereje feltépte a jármű födémjét az emeleten, és letarolta a busz hátulját. Szemtanúk a robbanáskor egy fél buszt láttak a levegőbe emelkedni.
A detonáció a British Medical Association (Brit Orvosi Egyesület) székháza közelében történt, amely az Upper Woburn Place-en található, így sok orvos tudott a sebesültek segítségére sietni és megkezdeni az azonnali ellátást. A BBC Radio 5-ös csatornája és a The Sun napilap közleménye alapján két sebesült utas látott egy embert felrobbanni a buszon. A hírek úgy azonosították Hasib Hussaint mint az utast a bombával a buszon. A jármű a szokványos menetútjától eltérően a Woburn Place felé haladt, mivel a Euston Roadot a King’s Cross és Russell Square között bekövetkezett robbanás miatt lezárták.
A robbanás a busz emeletén, a hátsó részben következett be teljesen szétrombolva azt, ugyanakkor érintetlenül hagyva a busz elülső felét. Az emelet első felében tartózkodó utasok többsége túlélte a robbanást, akárcsak az alsó szint elülső felében tartózkodók, így például a vezető is, ugyanakkor a felső- és alsó szintek hátsó részében tartózkodó utasok megégtek. Az extrém fizikai erő annyira szétroncsolta az áldozatok testét, hogy a rendőrségnek sok időre volt szüksége a halottak pontos számának megállapítására, valamint annak kiderítésére, hogy a merénylő az áldozatok között volt-e vagy sem.
A robbanás következtében több járókelő is megsebesült az utcán, a szétszóródó törmelékek a környező épületekben is kárt okoztak.
Később további két gyanús csomagot találtak metrószerelvényeken, melyeket a rendőrség ellenőrzött robbantással megsemmisített. Ezekről azonban később közzétették, hogy nem tartalmaztak bombát.
A felrobbantott buszt később ponyvával letakarták és elszállították további törvényszéki szakértői vizsgálat céljából. Végül visszakerült az üzemeltetőhöz, aki alkatrészként értékesítette. A jármű utódja egy Alexander Dennis Enviro 400 típusú busz lett 18500 flottaszámmal (rendszám: LX55 HGC), amely a „Spirit of London” nevet kapta.

## A merénylők
A merénylőket az alábbi neveken azonosították:
- Mohammad Sidique Khan (30) – Edgware Road (metró) 8.50 – Dewsburyben élt a terhes feleségével és kisgyermekével. A feleség 2005 augusztusában elvetélt.
- Shehzad Tanweer (22) – Aldgate (metró) 8.50 – Leedsben élt a szüleivel, egy gyorsbüfében dolgozott.
- Germaine Lindsay (19) – Russell Square (metró) 8.50 – Aylesburyben (Buckinghamshire megye) élt a terhes feleségével.
- Hasib Hussain (18) – Tavistock tér (busz) 9.47 – Leedsben élt a fivérével, Imrannal és sógornőjével, Shaziával.

A merénylők „tiszta múlttal” rendelkeztek, azaz nem szerepeltek a hatóság nyilvántartásában. A merénylet napján mind a négyen Lutonba (Bedfordshire megye) érkeztek autóval, onnan pedig tovább Londonba, vonattal. Rögzítették az érkezésüket a King’s Cross pályaudvar biztonsági kamerái 8.30 órakor.
Július 12-én a BBC közvetítésében Peter Clarke, a Metropolitan Police (Londoni Rendőrség) terrorizmus elhárítási egységének vezető-helyettese bejelentette, hogy a merénylők személyes tárgyaira bukkantak az Aldgate és a Edgware Road állomásokon, azaz a robbantások két helyszínén.

## Videóüzenet
A merénylők közül ketten videóüzenetben magyarázták el az indítékaikat, illetve, hogy miért lett belőlük „harcos”. 2005. szeptember 1-jén az arab Al Jazeera televízió közvetítette videóüzenetben Mohammad Sidique Khan ismerteti a merénylet motivációját. A videóüzenetet szerkesztette, és ugyanakkor meg is szólal benne Ayman al-Zawahiri, az Al-Káida ismert tagja, ezzel próbálva tudatosítani a közvetlen kapcsolatot a terrorszervezet és Khan között, noha nem szóltak hírek arról, hogy Khan maga valamit is említene az al-Káidával való kapcsolatáról.
„ Én és több ezer hozzám hasonló ember lemondunk mindenről, amiben hiszünk. Indítékunk és motivációnk nem kézzel fogható kényelmi tényezőkből erednek, mint amit ez a világ biztosít. Vallásunk az iszlám, amely nem más, mint feltétlen hűség az egy, igaz Istennek és az utolsó hírvivő próféta nyomának követése. A ti demokratikusan választott kormányaitok folyamatos és rendszeres atrocitásokban részesítik a népemet a világ minden részén. És mert támogatjátok a kormányaitokat, ezzel közvetlenül felelőssé lesztek, mint ahogyan én is közvetlenül felelős vagyok azért, hogy megvédjem a muszlim testvéreimet és elégtételt vegyek értük. Amíg biztonságot nem érzünk magunk körül a célpontjaink lesztek, és amíg fel nem hagytok a bombázásokkal, gáztámadásokkal, a népem bebörtönzésével és megkínzásával, addig nem adjuk fel a harcot. Háborúban állunk és mi pedig harcosok vagyunk. Most rajtatok a sor, hogy megízleljétek a helyzet súlyosságát."
2006. július 6-án az Al-Jazeera televízió Shehzad Tanweer videóüzenetét közvetítette, amelyet úgy vágtak össze, hogy tartalmazta Ayman al-Zawahiri, az al-Káida tagjának megjegyzéseit. Tanweer üzenete:
„Amit megtapasztaltatok, az mindössze a kezdete egy sor támadásnak, amelyek eztán következnek és egyre pusztítóbbak lesznek egészen addig, amíg kivonjátok csapataitokat Afganisztánból és Irakból. És amíg felhagytok Amerika és Izrael pénzügyi támogatásával."
Tanweer nézőpontja szerint Nagy Britannia nem-muszlim lakossága megérdemli az ilyesfajta támadásokat, hiszen megszavazták a kormányukat, amely sanyargatja anyáikat, gyermekeiket, testvéreiket Palesztinában, Afganisztánban, Irakban és Csecsenföldön.

## Nyomozás

### Első eredmények
A nyomozás kezdeti szakasza ellentmondásos információkon alapult, főként a merénylők származását, az elkövetés módszerét, valamint az időpontokat illetően. Törvényszéki szakértők először úgy vélték, hogy katonai célú plasztik robbanóanyagokat alkalmaztak a merénylők és mivel az első három robbanás egy időben következett be, arra következtettek, hogy a bombákat szinkrongyújtású időzítő indította be. Ezek a teóriák később megváltoztak, amint több használható információ jutott a nyomozók birtokába. A kormány Hírszerzési és Biztonsági Bizottságának 2006. májusi jelentése szerint házi készítésű szerves, peroxid-alapú pokolgépeket használtak.
A merényletben ötvenkét ember vesztette életét, 700-an megsebesültek, ebből kb. 100-an szorultak egy napnál hosszabb ideig tartó kórházi ellátásra.
Ez az eset volt a legtöbb halálos áldozatot követelő terrorcselekmény az Egyesült Királyságban Lockerbie óta, és a legtöbb halálos áldozatot követelő bombarobbanás Londonban a második világháború óta. Több ember vesztette életét, mint bármely különálló IRA merényletben a The Troubles (a zavargások) idején.
A rendőrség körülbelül 2500 biztonsági kamerák által készített felvételt elemzett ki és bizonyítékot gyűjtött a merényletek helyszínein. A pokolgépeket feltehetően a járművek padlóján helyezték el.
A nyomozók négy férfit azonosítottak, akik a jelentés alapján öngyilkos merénylők. Ezzel ez az eset lett Nyugat-Európa első öngyilkos merénylők által végrehajtott terrorcselekménye. Nicolas Sarkozy, akkori francia belügyminiszter megdöbbenést okozott az angol belügyminisztériumban, amikor azt nyilatkozta a sajtónak, hogy a felsorolt nevek egyikét egy évvel korábban egy francia-angol biztonsági megbeszélésen az angol hírszerzés ügynökeként említették neki.
Vincent Cannistraro, a CIA terrorizmus-elhárító részlegének korábbi vezetője azt nyilatkozta a The Guardian című napilapnak, hogy további két, fel nem robbant bombát találtak mechanikus időzítővel ellátva, azonban ezt az információt a londoni rendőrkapitányság (Metropolitan Police) határozottan tagadta.
A jelentések alapján a merénylők eredeti terve az volt, hogy négy pokolgép robbanjon a metróvonalakon, ezzel egy „tűz-keresztet" alkotva a négy égtáj irányában, melynek közepe, azaz metszéspontja szimbolikusan a King's Cross (jelentése: a király keresztje) lett volna. Úgy tudni, hogy az egyik merénylőt visszafordították a többi utassal együtt a metró bejáratánál, mert a másik három bomba akkorra már felrobbant és a metrót lezárták, így a negyedik merénylő buszra szállt. Ugyancsak találgatások szüleménye az a teória, amely szerint a negyedik merénylő a Northern line szerelvényét használta volna célja eléréséhez. Noha sokan azt állítják, hogy a Northern line vonala zárva volt, az igazság az, hogy a merénylet pillanatában a vonatok zavartalanul közlekedtek a teljes vonalon, míg valamivel korábban valóban volt részleges lezárás egy vonalszakaszon egy elromlott szerelvény miatt. A korábbi részleges lezárás miatt a vonal rendkívül leterhelt és túlzsúfolt volt a merényletek idején.
A robbantásokat olyan helyszíneken végezték, ahol adott pillanatban az ellentétes irányba közlekedő vonatok épp elhaladtak egymás mellett, így a detonáció egyszerre két-két szerelvényt érintett. Ez volt az a körülmény, ami legelőször öngyilkos merénylők által elkövetett támadás gyanúját vetette fel a nyomozó fejében.

### Razziák
Július 12-én Leeds körzetében a rendőrség hat ingatlanban tartott razziát: két házban Beestonban, kettőben Thornhillben, egy házban Holbeckben, és egyben a Hyde Parkban, az Alexandra Grove 18. szám alatt. Egy férfit letartóztattak. Ugyancsak razziát tartottak július 13-án a Buckinghamshire megyei Aylesbury településen, a Northern Roadon, egy lakóházban.
A Nyugat-Yorkshire-i rendőrség közleménye szerint jelentős mennyiségű robbanóanyagot találtak a Leeds-körzeti razziák során, és egy ellenőrzött robbantást hajtottak végre az egyik ingatlanon. Szintén robbanószert találtak egy autóban, a lutoni vonatállomáson, amely az egyik merénylő, Shehzad Tanweer nevéhez köthető. Ezt is ellenőrzött robbantással semmisítették meg.

### Lutoni sejt
Találgatások láttak napvilágot a robbantások és egy állítólagos lutoni iszlamista sejt kapcsolatáról, amelyet 2004 augusztusában felszámoltak. A szerveződés azután lepleződött le, hogy Muhammad Naeem Noor Khant letartóztatták Lahorban, Pakisztánban.
Elmondások szerint a lefoglalt laptopja terveket tartalmazott a londoni robbantások előkészületeiről, valamint New York-i és washingtoni pénzügyi intézmények elleni támadásokról.
A csoport őrizet alá került, azonban 2004. augusztus 2-án a The New York Times pakisztáni forrásokra hivatkozva a vezető nevét nyilvánosságra hozta. A hír kiszivárgása arra kényszerítette a rendőrséget, hogy Nagy Britanniában és Kanadában letartóztatásokat eszközöljenek még a nyomozás befejezése előtt. Az Egyesült Államok kormánya később azt állította, hogy az újságnak ők adták az információt backgroundként (background: az újság nem fedheti fel az információ forrását), és ezért a tettért Tom Ridge, a belföldi biztonsági miniszter hivatalosan bocsánatot kért.
Amikor a lutoni sejtet felszámolták, az egyik későbbi merénylőt, Mohammad Sidique Khant a Brit Védelmi Szolgálat (MI5) alaposan átvizsgálta, azonban azt állította, hogy semmilyen fenyegetést nem jelent az országra nézve, és nem találták végül indokoltnak a letartóztatását.

### 2007. márciusi letartóztatások
2007. március 22-én három férfit letartóztattak a 7/7-es londoni merényletekkel összefüggésben. Délután 1 órakor két férfit a manchesteri repülőtéren álruhás nyomozók fogták el, amint épp egy Pakisztánba induló gépre szálltak fel, miután a letartóztatási művelet részeként már előzőleg is követték őket. Eredetileg nem állt szándékukban, hogy őrizetbe vegyék őket, azonban meg kellett akadályozniuk, hogy a gyanúsítottak elhagyják az országot. A harmadik férfit a Leeds körzeti (Nyugat-Yorkshire megye) Beestonban fogták el, abban az utcában, amelyben az egyik merénylő korábban lakott.

### 2007. májusi letartóztatások
2007. május 9-én a rendőrség további négy embert tartóztatott le, hármat Yorkshire-ben, egyet Selly Oakban, Birmingham külvárosában. Hasina Patel – a merénylőcsoport feltételezett vezetője, Mohammed Sidique Khan özvegye – is a letartóztatottak között volt terrorcselekmény előkészítése vagy terrorcselekményre való felbujtás, valamint annak elkövetése miatt.
Az elfogottak közöl hármat, így Patelt is szabadon bocsátották május 15-én. Két nappal később a negyediket, Kalid Khalique-et, egy munkanélküli, egyedülálló, háromgyermekes apát bűnösnek találták egy al-Káida kiképző kézikönyv birtoklásában, ugyanakkor ez nem köthető a londoni robbantásokhoz.
A jogszabály szerint olyan dokumentum birtoklása, amely felhasználható információt tartalmaz terrorcselekmény előkészítésére vagy elkövetésére, 10 évig terjedő fegyházbüntetéssel sújtható bűncselekménynek minősül.

### Abdullah el-Faisal sejk kitoloncolása
2006. május 25-én (péntek, miután elérkezett a feltételes szabadlábra helyezésének napja, Abdullah el-Faisal sejket kiutasították az Egyesült Királyság területéről, és visszaszállították származási helyére, Jamaicára. Bűnösnek találták zsidók, amerikaiak, és hinduk meggyilkolására való felbujtásban, valamint két rendbeli bűnösséget állapítottak meg izgatás, és faji gyűlöletkeltést eredményező megnyilvánulásai miatt, 2003-ban. Fellebbezésének a bíróság nem adott helyt, így hét év börtönbüntetésre ítélték.
2006-ban John Reid (akkori belügyminiszter) azt állította, hogy el-Faisal sejk hatást gyakorolt a szintén jamaicai származású Germaine Lindsay merénylőre.

### A Mohammad Sidique Khan utáni nyomozás
A The Guardian napilap 2007. május 3-i száma közölte, hogy 2005 folyamán két rendben is nyomoztak Mohammad Sidique Khan merénylő után. Az újság úgy nyilatkozik, hogy: „tudomásunk szerint 2005. január 27-én a rendőrség tanújegyzőkönyvet vett fel egy autójavító műhely vezetőjétől Leedsben, aki azt vallotta, hogy a műhely csereautót biztosított egy rendben Khan részére, amíg a sajátja javítás alatt volt."
A lap további közlésében az áll, hogy: "Február 3-án, délután a Scotland Yard (brit Országos Rendőrkapitányság) terrorizmus elhárító csoportjának nyomozója kihallgatást tartott a céggel kapcsolatban, amely a csereautót biztosította Khan részére, amelyben vezetni látták egy évvel korábban." A kihallgatás eredményéről egyáltalán nem tesz említést a parlament hírszerző és biztonsági tanácsa a júliusi merényletek vizsgálatát követően. A Scotland Yard a 2005-ös kihallgatásról azt nyilatkozta, hogy mindössze rutin eljárásról volt szó, míg más biztonsági források szerint az utóbb „eredményes" bombatámadásról készített tervek miatt került rá sor (szerk.: azaz a rendőrség jó nyomon járt).

### Figyelmeztetések
Noha hivatalosan soha nem dokumentáltak terrorfenyegetésre vonatkozó figyelmeztetést, az alábbi „jeleket" a cselekmény indikátorainak, hírnökeinek véli a köztudat, ami alapján számítani lehetett volna a merényletre, vagy annak előkészületeire:
- az egyik – későbbi – merénylőt, Mohammad Sidique Khant az MI5 átvizsgálta, aki azt vallotta, hogy nem jelent fenyegetést az ország számára, így őrizetbe végül nem vették.[24]
- néhány új hír terjedt el pár órával közvetlenül a merényletek után, amelyek megkérdőjelezték a brit kormány uralmát az események felett és amelyek arra vonatkoztak, hogy volt-e korábban bármilyen előjele a támadásnak, esetleg a hírszerzők birtokában volt-e erre utaló információ. A CBS News híradója szerint egy magas beosztású izraeli hivatalnok azt állította, hogy a brit rendőrség néhány perccel a robbantások előtt Izrael londoni nagykövetségén jelezte, hogy figyelmeztetéseket kaptak lehetséges terrorcsapásokra vonatkozóan. Ezt később visszavonta az AP hírügynökség. Az AP felsorakoztatott egy sor hírportált, így a The Guardian oldalát is, amely szerint a kezdeti figyelmeztetés az izraeli külügyminisztérium egyik névtelenül nyilatkozó hivatalnokának volt tulajdonítható, ugyanakkor az oldal azt is hozzátette, hogy Silvan Shalom külügyminiszter ezt az információt tagadta az izraeli Katonai Rádiónak adott nyilatkozatában: „nem volt korai információnk terrorista támadásokról"

Egy hasonló jelentés volt olvasható a jobb-oldali izraeli lap, az Israel National News / Arutz Sheva weboldalán is, mely szerint a Katonai Rádió meg nem erősített, megbízható forrásokra alapozott.
Noha ezeket a híreszteléseket rendre visszavonták, az eredeti teóriák azóta is keringenek a köztudatban a hírportálokon akkor megjelent találgatások következményeképpen.
- egy portugál újság, a Publico által egy hónappal a madridi merényletek után készített interjúban a szíriai születésű Sheik Omar Bakri Muhammad lelkész figyelmeztetett egy nagyon jól szervezett, londoni székhelyű csoportra, melyet európai al-Káidának titulált, és arra, hogy a csoport rövidesen egy nagyszabású műveletbe kezd.[26] 2004 decemberében Bakri lelkész kijelentette, hogy ha a nyugati kormányok nem változtatnak sürgősen a politikájukon, a muszlimok napról napra 9/11-es "akciókban" részesítik majd az országokat.[27]
- a Newsweek amerikai lap 2004. november 17-ei számának internetes kiadványán olvasható, hogy az amerikai hatóságok birtokába jutottak bizonyítékok, melyek alapján terroristák merényletet terveznek Londonban.

Ráadásul a cikk kitér arra is, hogy az Amerikai Egyesült Államok londoni nagykövetségén dolgozó FBI-ügynökök tartva az esetleges terrorista merényletektől elkerülik a londoni metró népszerű és nagy tömegek által használt állomásait
- egy, a német Bild am Sonntag újság 2005. július 10-ei számában adott nyilatkozatában Meir Dagan, a Moszad vezetője elmondta, hogy a Moszad londoni irodája támadásra vonatkozó riasztást kapott 8.43 órakor, vagyis hat perccel az első bomba robbanása előtt. A figyelmeztetés egy esetleges támadásra egy korábbi nyomozás eredményeképpen érkezett, amelyet egy Tel-Avivban végrehajtott robbantás után végeztek a hatóságok és amely összefüggésbe hozható a londoni eseményekkel.[29]
- a későbbi francia köztársasági elnök, Nicolas Sarkozy megdöbbenést keltett a brit belügyminisztériumban amikor azt nyilatkozta a sajtónak, hogy egy évvel korábban számos másodrendű elkövetőt letartóztattak, majd később szabadon engedtek a vezetőik felkutatására irányuló próbálkozások részeként. Ezt a hírt Charles Clarke belügyminiszter határozottan tagadta.

## A merénylet hatása és a média reakciója

### Elsődleges jelentések

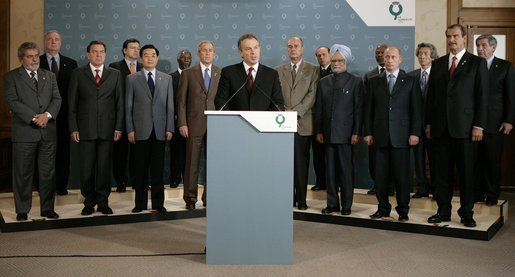
Tony Blair miniszterelnök bejelenti a terrortámadást a G8 csúcstalálkozó alatt

Az elsődleges jelentések szerint a robbanásokat a metró áramrendszerében bekövetkezett túlfeszültség okozta. Ezt a kijelentést később az áramszolgáltató National Grid Plc. vállalat elutasította. Hírkommentátorok azzal magyarázták a téves kijelentést, hogy a robbanás megrongálta a sínek mentén az áramvezető síneket, és a sorozatosan bekövetkező hirtelen áramkimaradások, amelyeket a robbanások okoztak, túlfeszültségre utaltak egy vezérlőközpontban dolgozó technikus szemszögéből nézve (valójában helyszíni szakasz-áramtalanításról volt szó, amelyet azért hajtottak végre, hogy a menekülést biztosítsák az alagutakban).
Az esemény bekövetkezte utáni néhány órán belül Charles Clarke belügyminiszter hivatalosan elismerte, hogy az incidensek terrorista merénylet következményei.
Véletlen egybeesés, de az eset idején épp egy szakértőcsoport egy hasonló szabotázs, illetve merénylet esetén bekövetkező esetleges hatásokat tanulmányozta. Peter Power, a krízis-elhárító csoport vezetője azt nyilatkozta a sajtónak, hogy: „ma délelőtt fél tízkor épp egy gyakorlatot végeztünk egy ezer főt foglalkoztató londoni vállalat számára, melyben több bomba egyidejű robbanását szimuláltuk az állomásokon, vagyis olyan helyszíneken, ahol a valóságban is bekövetkezett ugyanez az esemény. Ha erre gondolok, még most is áll a hátamon a szőr."

### Biztonsági figyelmeztetések
Noha több biztonsági figyelmeztetésre is sor került aznap országszerte, végül London belvárosán kívül máshol nem került sor támadásra. Gyanús csomagokat semmisített meg a rendőrség ellenőrzött robbantással Edinburghben, Brightonban, Coventryben, Southamptonban, Portsmouthban, Darlingtonban, és Nottinghamben. A biztonsági készültség egész Egyesült Királyság-szerte a legmagasabb fokozatú volt. 2005. július 15-i számában a The Times arról adott hírt, hogy a rendőrség mesterlövész csoportjai legalább egy tucat al-Káida gyanúsítottat követtek országszerte. Az álcázott fegyveres járőrök azt az utasítást kapták, hogy amennyiben terrorista-gyanús személyt észlelnek, aki bombát tart magánál és felszólítás után sem adja meg magát, azonnal lőjék le. Az S019 osztag (a Scotland Yard elit, fegyveres alakulata) egyik tagja azt nyilatkozta, hogy: „Ezek a csapatok ki vannak képezve, hogy bármilyen eseményt kezeljenek. A londoni robbantások óta felkészítették őket, hogy bizonyos személyekre nagy körültekintéssel figyeljenek".

### Szünetel a telekommunikáció és a tömegközlekedés
A Vodafone bejelentette, hogy a hálózati kapacitása elérte a felső korlátját délelőtt 10 órakor, a robbantás napján, így arra kényszerült, hogy életbe léptesse a vészhelyzetekre kidolgozott ACCOLC működési elvet, azaz hogy a segélyhívásokat részesítse előnybe (ACCOLC: a brit jogrendszerben a mobil telefontársaságok részére kidolgozott intézkedés, mely előírja, hogy krízishelyzetben a segélyhívásokat köteles a szolgáltató előnyben részesíteni, míg az egyéb jellegű hívásokra irányuló szolgáltatását átmenetileg akár szüneteltetheti is).
A többi mobilszolgáltató is hasonló problémákat jelentett. A BBC találgatásai arra vonatkoztak, hogy a mobiltelefon szolgáltatást a biztonsági szolgálat kapcsoltatta ki annak érdekében, hogy az esetleges további bombákat telefon segítségével ne élesíthessék.
Bár elsőre ezt az okot rótták fel a hálózat időszakos szünetelésének, később kiderült, hogy mind a mobiltelefon, mind pedig a vezetékes telefon hálózatok használhatatlansága a túlzott leterheltségből adódtak.

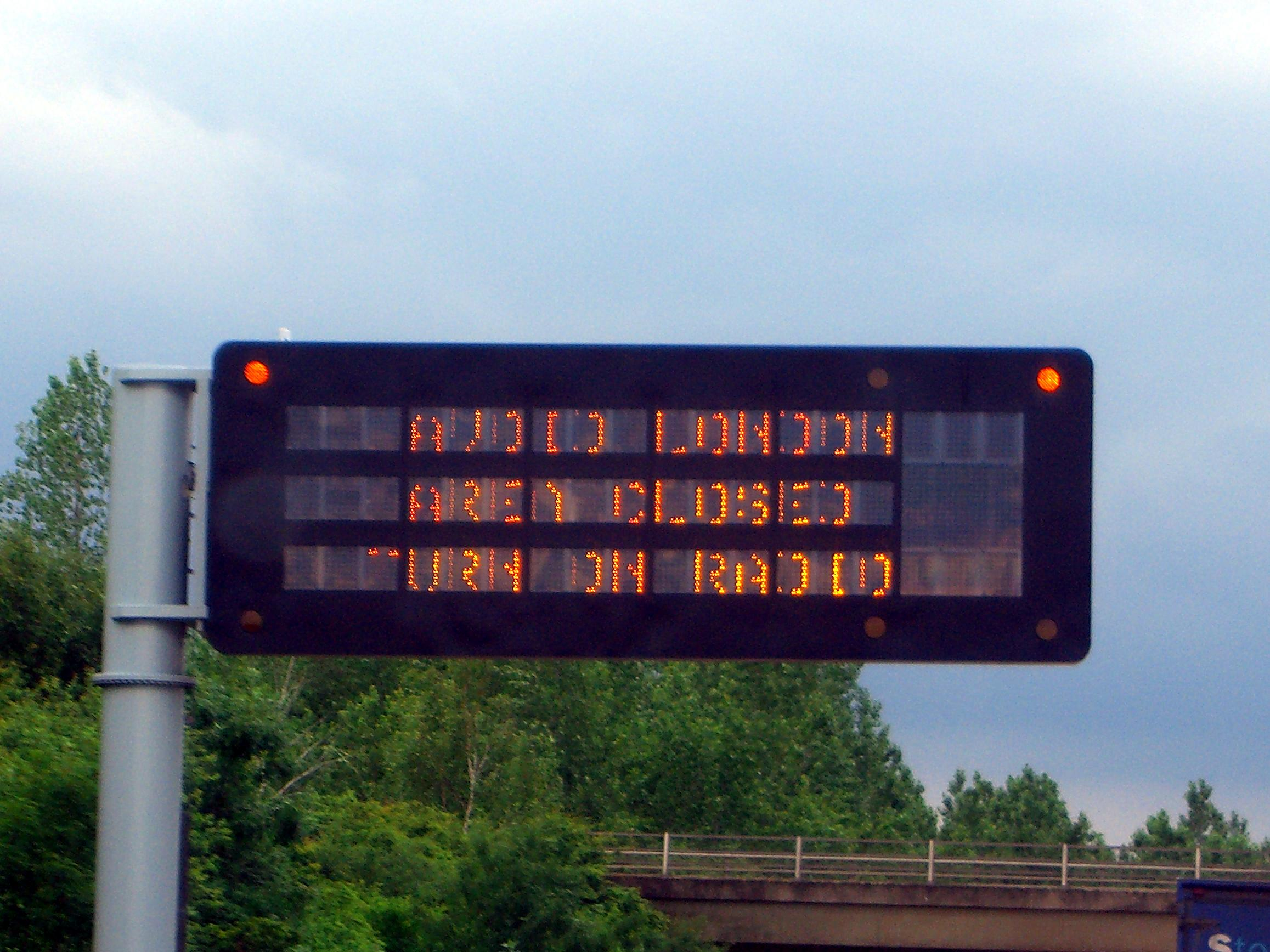
Az M25-ös körgyűrű tájékoztató kijelzője:
AVOID LONDON (Kerüld ki Londont)
AREA CLOSED (A terület lezárva)
TURN ON RADIO (Kapcsold be a rádiót)

A nap nagy részén, London belső kerületeinek tömegközlekedése teljesen megbénult köszönhetően a metrórendszer, és az 1-es zóna buszjáratainak leállításának, valamint a Russel Square kiürítésének. A buszjáratok még aznap, délután 4 órakor újra üzembe léptek, valamint a főbb vasútvonalakon közlekedő vonatokat is hamarosan elindították. A turisták által használt vízibusz (sétahajó) szolgáltatást teljes kapacitáson a tömegközlekedés rendelkezésére bocsátották, alternatívát nyújtva ezzel a túlzsúfolt busz, illetve vonatok utasainak.
A megnövekedett folyami közlekedés biztosítása érdekében mozgósították a Temzén szolgálatot teljesítő összes mentőhajót, valamint ideirányították a Shireness Lifeboat hajóit a Temze torkolatánál fekvő Sheppey-szigetről, Kent megyéből.
Utasok ezrei választották a gyalog-sétát otthonuk felé, vagy pedig a legközelebbi 2-es zónában lévő busz-, vagy vonatállomás felé. A legtöbb metrójárat másnap reggel üzembe lépett (kivéve azokat, amelyek a robbantások helyszíneit érintették), ugyanakkor az ingázók többsége inkább otthon maradt.

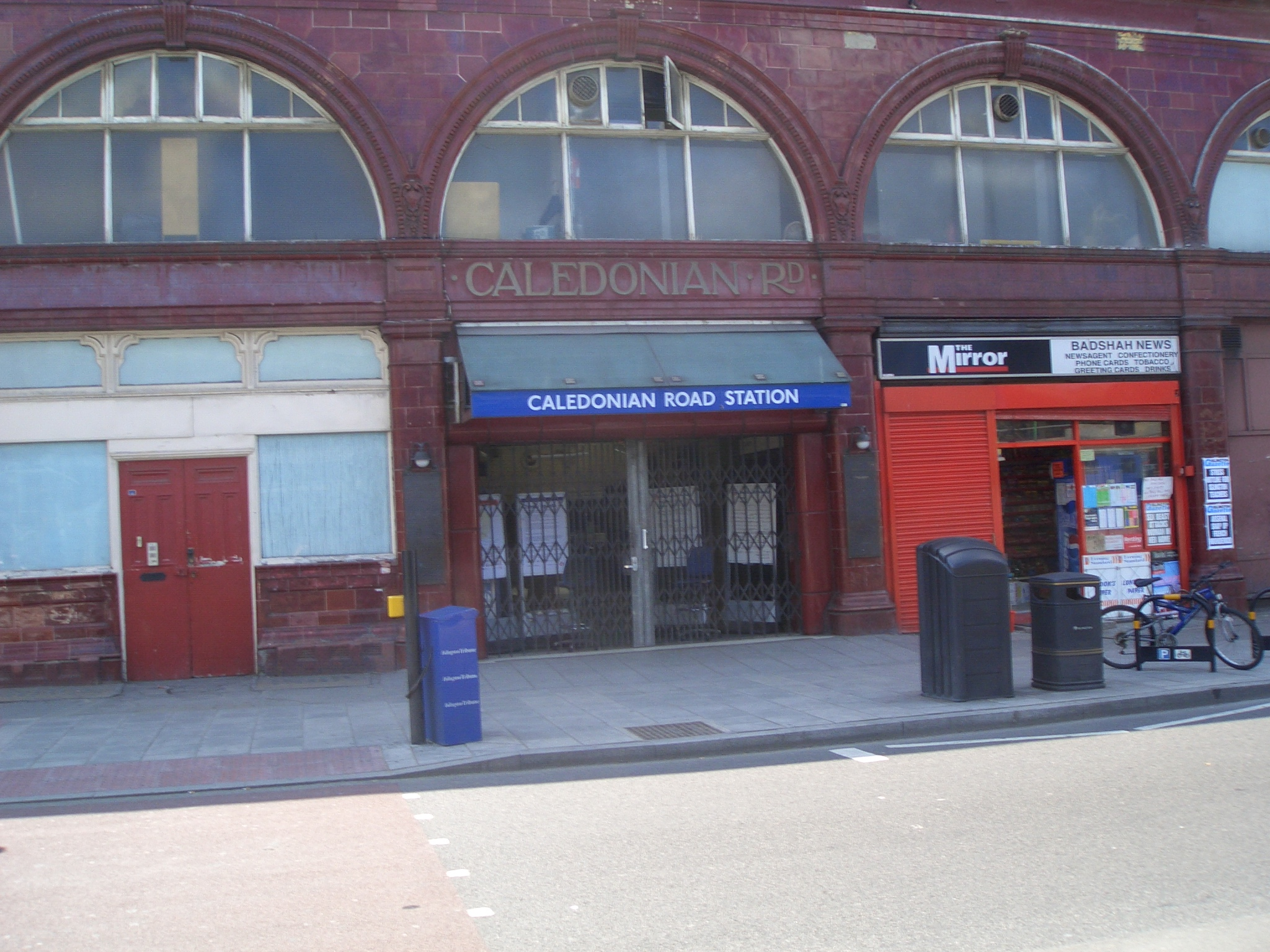
A londoni metróállomások bezárása hatalmas káoszt okozott a tömegközlekedésben

A King’s Cross pályaudvar nagy részét lezárták, a jegypénztár-aulát, valamint a várótermet pedig rögtönzött kórházzá alakították, hogy a sérülteket már a helyszínen ellátásban részesíthessék.
Noha a pályaudvar már a történtek napján, késő délután újra kinyitott, csak az elővárosi vonatok teljesítettek szolgálatot, míg a távolsági GNER (Great North Eastern Railway) vonatok Peterborough-ig közlekedtek (a távolsági közlekedés július 9-én állt helyre). A King's Cross St Pancras metróállomáson csak a Metropolitan line vonatai közlekedtek, annak érdekében, hogy a helyszíni kárfelmérés és nyomozás, valamint a helyreállítási munkálatok zavartalanul folyhassanak a következő egy hétben. Július 15-én újraindult a Victoria line, valamint három nappal később a Nortern line is.
A St Pancras pályaudvar még csütörtök délután zárva tartott, így a távolsági British Midlands vonatok csak Leicesterig közlekedtek, a Sheffield, Nottingham és Derby-i járatok pedig szüneteltek.
Július 25-éig több metróvonalon továbbra is fennakadások, vagy részleges lezárások voltak:
- a Piccadilly line vonatai nem közlekedtek Arnos Grove és a Hyde Park Corner állomások között
- a Hammersmith & City line szerelvényei mindössze transzfer szolgáltatást nyújtottak a Paddington és Hammersmith állomások között, később csak csúcsidőben üzemeltek a Baker street és a Whitechapel állomások között
- a Circle line teljes vonalán szünetelt
- a Metropolitan line vonalán újraindult a közlekedés Aldgate és Moorgate állomások között július 25-én

a többi metrójárat zavartalanul üzemelt.
Augusztus 2-án a Hammersmith & City line teljes vonalon üzembe állt, a Circle line vonatai továbbra sem közlekedtek (ugyanakkor az összes állomását kiszolgálja valamilyen másik metrójárat is), augusztus 4-én pedig a Piccadilly line teljes vonalhosszon megkezdte az üzemét.

### Gazdasági hatás
A londoni robbantás-sorozatnak korlátozott mértékű azonnali hatása volt a világgazdaságra, amely kimutatható volt az értékpapírpiac, valamint a devizapiac viselkedésén. A font árfolyama 19 hónapos mélypontra, 0,89 centre zuhant a dollárral szemben.
Az FTSE 100 Index (A londoni tőzsde irányadó mutatója, amely a 100 legértékesebb brit cég részvényeit foglalja magában) az első robbantás utáni két órában mintegy 200 pontot esett. Az iraki háború kezdete óta ez volt a legnagyobb zuhanása, és ennek köszönhetően speciális intézkedéseket foganatosítottak a londoni tőzsdén, így például korlátozták a részvények pánikszerű eladását a piac stabilitása érdekében. Mindemellett nap végére sikerült a zuhanást annyira mérsékelni, hogy mindössze 73,1 pont (1,36%) eséssel zárt az előző nap végi hároméves csúcshoz képest. A francia, német, holland és spanyol értékpapírpiacok nagyjából 1% eséssel zárták a napot.
Az amerikai tőzsdék enyhe növekedéssel zártak nap végén, köszönhetően annak, hogy a dollár index határozott emelkedést mutatott a font és az euróval szemben. A Dow Jones Ipari Átlag 31.61-gyel 10,302.29-re emelkedett. A NASDAQ Kompozit Indexe 7.01-gyel 2075.66-ra emelkedett. Az S&P 500 2.93-mal 1197.87-re emelkedett közel 1% esést követően. Minden mutatószám 0,3%-kal nőtt.
Július 8-án a piac valamelyest magához tért, ezzel nyilvánvalóvá vált, hogy a hatás nem olyan drasztikus, mint ahogyan előre azt gondolták. A napvégi zárásra visszaállt a tőzsde a normál szintjére, így végül magasabb mutatóval zárt, mint a július 7-ei nyitás előtti állapot. A biztosítók 75 000 000 font többletértékkel viszontbiztosíttatták a terrorista merényletkor felmerült kötelezettségeiket a POOL Re (a brit kormány által felállított kölcsönös viszontbiztosító szövetség) fedezetével. A POOL Re tekintélyes biztosítási fedezettel rendelkezik, és az újságok arról számoltak be, hogy a kárigényeket problémamentesen kielégíti.
Július 9-én az Angol Nemzeti Bank, a Kincstár, valamint az FSA (brit PSZÁF) közös közleményben nyilvánosságra hozták, hogy az eseményeket követően azonnal kidolgoztak egy krízistervet, mellyel biztosíthatták volna az angol pénzügyi rendszer folytatólagos működését. A terv része volt például a „Secret Chatroom” (titkos chat-szoba) megnyitása a kormány pénzügyi szektor folyamatosságát segítő weboldalon (www.fsc.gov.uk), mely lehetővé tette az intézmények kommunikációját a bankok és értékpapír kereskedőkkel.

### A média reagálása
Július 7-én egész nap folyamatos híradások tájékoztattak az eseményekről a BBC One és az ITV1 televízió-csatornákon, megszakítás nélkül, egészen este 7 óráig. A Sky News nem közvetített reklámokat 24 órán át. Az ITN (az MTI brit megfelelője) később bejelentette, hogy az ITV1 csatornán sugárzott híranyaga a leghosszabb megszakítás nélküli hírműsor volt fennállásának 50 éves történetében. A tévéhíreket egész nap kiegészítették a járókelők által beküldött, mobiltelefonnal rögzített videóanyagokkal, valamint a térfigyelő kamerák képanyagával. A regionális- és országos rádióadók rendre felhagytak a tervezett műsoraikkal a híradók javára, vagy az előzetesen beütemezett műsoraikat naprakész híradással egészítették ki.
Számos műsorra tűzött filmet töröltek, vagy játszását elnapolták a jó ízlés nevében. Így például a BBC Radio 4-es csatornája magyarázat nélkül törölte műsoráról klasszikus sorozatát, John Buchan Greenmantle regényének azonos című feldolgozását. A mű cselekménye szerint német titkosügynökök dzsihádra készülnek britek ellen az első világháború idején a Közel-Keleten.
Az ITV csatorna lecserélte az eredetileg műsorra tűzött X-akták sorozatát, hiszen az aktuális epizódban bombatámadás ér egy épületet. Helyette a Zsarulesen című filmet sugározta. Lecserélték továbbá a Szükségállapot című filmet (melyben robbantással egy teljes busznyi utast ölnek meg), helyette pedig a Gone in 60 Seconds (Tolvajtempó) című filmet játszották.
Még a BBC televízió meghatározó szappanopera-sorozatának, az EastEnders aktuális epizódját is át kellett dolgozni, hiszen a film jeleneteket tartalmaz egy felrobbanó házról, mentőautókról, valamint a robbanást túlélő sebesültekről, akik füstmérgezést szenvednek.
Az épp futó Big Brother 2005-ös évadának producerei úgy döntöttek, hogy nem tájékoztatják a villalakókat a történtekről, miután megbizonyosodtak róla, hogy valamennyi játékos hozzátartozója sértetlen.
A Sky One kereskedelmi tévécsatorna a Star Trek: Az új nemzedék egy epizódját sugározta az eredetileg műsorra tűzött Terror Attacks: Could You Survive...? (Terrortámadások: Túlélnéd...?) című film helyett.
Az ugyancsak Viacom tulajdonában álló zenecsatornák, így az MTV, VH1, TMF, és azok társcsatornái a támadás napjának hátralévő részén, és a következő napokban "komorabb" hangulatú zenéket játszottak. (Az MTV stúdiója Camden Townban található, a támadás egyik helyszínéhez közel)
A Five csatorna eredetileg július 12-ére tűzte műsorára a CSI: A helyszínelők egy speciális, két-részes epizódját, melyet Quentin Tarantino rendezett, és amely egy öngyilkos merénylőről szól, valamint metróban rekedt utasokról. Az epizód vetítését a csatorna egy héttel elhalasztotta.
A BBC Online weboldal július 7-én délben (12 óra) rekord mértékű 11 Gb/sec (Gigabit/szekundum) hálózati forgalmat rögzített . A BBC News hírportál összesen 1 milliárd találatot regisztrált (találat: a felhasználó betölti a weboldalt), mellyel mintegy 5.5 terabyte adatforgalom generálódott (beleértve: minden ábra, szöveg, HTML). Aznap, csúcsidőben másodpercenként 40.000 felhasználó töltötte be a BBC News portál valamely lapját. Összehasonlításképpen előző nap jelentették be, hogy a 2012. évi nyári olimpiai játékok helyszínéül Londonra esett a választás, ez a hír nagyjából 5 Gb/s forgalmat generált. Az azt megelőző legolvasottabb hír Michael Jackson pedofíliával kapcsolatos bírósági ügyének ítélethirdetése 7,2 Gb/s adatforgalmat generált.
Július 12-én, kedden a Brit Nemzeti Párt (British National Party) szélsőjobboldali párt szórólapokat jelentetett meg, melyeken a felrobbantott 30-as buszról készült fotó volt. A fotó alá a következő szlogent nyomtatták: Talán itt az ideje, hogy hallgassunk a BNP-re! Charles Clarke belügyminiszter úgy kommentálta az esetet, hogy a BNP cinikusan kihasználta a Londonban bekövetkezett tragikus eseményeket, hogy elérje a gyűlöletkeltésre irányuló céljait.
A külföldi politikusok és média szerint az egymást követő brit kormányok túlságosan elnézőek voltak a radikális iszlám aktivistákkal szemben mindaddig, amíg azok tevékenysége elkerülte az Egyesült Királyság területét. Nagy Britannia vonakodása a terrorizmussal gyanúsítottak kiadatásáról, illetve nyomozásról ahhoz vezetett, hogy sokan már Londonisztán gúnynévvel illették a fővárost. Egyes vélekedések szerint az ország egyfajta cinikus quid pro quo (valamit valamiért) politikát folytatott, vagyis sok esetben megtagadta a terroristák kiadatását a terrorizmus-mentes, belső nyugalom érdekében.

### A felelősség vállalása
Még mielőtt a robbantók kilétét nyilvánosságra hozták volna, Lord Stevens of Kirkwhelpington, a Metropolitan Police (Londoni Rendőrség) korábbi rendőrkapitánya azon a véleményen volt, hogy az elkövetők valószínűsíthetően brit állampolgárok, az országban születtek és ott is éltek. A támadás alapos megelőző kutatómunkát, és környezettanulmányt igényelt. A gyanúsítottaknak jártasnak kellett lenniük a bombakészítésben, a metrórendszerről alapos ismeretekkel kellett rendelkezniük, valamint hozzá kellett férniük a robbanószerhez szükséges jelentős mennyiségű alapanyaghoz.
Néhány iráni újság vezércikke az amerikai vagy brit hatóságokat tette felelőssé a robbantásokért, elítélve ezzel a terrorizmus elleni háborút (2001.10.07 – napjainkig), valamint utalva arra, hogy a merényleteket felölelő terv közvetlen kiváltó oka az Európai muszlim közösséget ért folyamatos zaklatás volt.
2005. augusztus 13-án a The Independent napilap MI5 forrásokra hivatkozva azt közölte, hogy a robbantást elkövető merénylők egymástól függetlenül tevékenykedtek, és a háttérben al-Káida irányította őket valahonnan külföldről.
2005. szeptember 1-jén az al-Dzsazíra (Al Jazeera) televízió közvetített egy videóüzenetet, melyben az al-Káida magára vállalta a robbantásokat. Ugyanakkor a brit kormány hivatalos közleménye szerint az elkövetők nem álltak közvetlen kapcsolatban az említett iszlám szervezettel, a videóüzenetet pedig utólag szerkesztették, vagyis nem vehető hitelesnek. Pakisztáni hírszerző források szerint a 2009. januárban elfogott Zabi uk-Taifi al-Káida vezetőnek köze lehet a 2005-ös merénylethez.

### Abu Hafs al-Masri Harcosai
Július 9-én az internetre felkerült egy írás, amelyben egy szintén al-Káidához köthető csoport, a Abu Hafs al-Masri Harcosai szintén magára vállalja a merényletet. A csoport korábban már próbálkozott magára vállalni néhány – utólag bebizonyosodott – technikai eredetű incidenst, így a 2003-as londoni áramszünetet (mintegy fél millió embert érintett közvetve, vagy közvetlenül a 35 percig tartó áramkimaradás, és súlyos zűrzavart okozott a metró- és vonatközlekedésben), valamint a szintén 2003-as északkeleti áramszünetet (hozzávetőleg 55 millió embert, 10 millió kanadai lakost és 45 millió USA lakost érintett a néhány órás áramszünet káoszt és sok közvetett halálesetet okozva).

### A nyilvános nyomozás megtagadása
A kormány elutasította a nyilvános nyomozásra vonatkozó kéréseket mondván:az feleslegesen elvonná és leterhelné a kulcsfontosságú hivatalnokokat és rendőrtiszteket. Tony Blair akkori miniszterelnök azt mondta, hogy egy független vizsgálóbizottság felállítása aláásná a belbiztonsági szolgálat hitelességét és támogatottságát. Túlélők és áldozatok hozzátartozóinak egy csoportja jogi úton próbálja kikényszeríteni a nyilvános nyomozást a Legfelsőbb Bíróságon és az európai bíróságokon annak érdekében, hogy kiderüljenek az eset mögött álló ellentmondásos szálak.
Az Egyesült Királyság akkori árnyékkormányának belügyminisztere, David Davis azt nyilatkozta, hogy: ’’egyre nyilvánvalóbb, hogy a történet, amit a nyilvánosságnak és a parlamentnek tálalnak hadilábon áll a tényekkel’’

### Összeesküvés-elméletek
Egy sor alternatív magyarázat és összeesküvés elmélet kering a köztudatban a merényletekkel kapcsolatban, mint például hogy a merénylőket „bepalizták”, vagyis átverték őket. Ugyancsak kérdéseket vet fel a metrószerelvények és a lutoni vonat érkezésének ideje, vagy az egyes vélemények szerinti feltételezett robbantások a szerelvények alatt (néhány szemtanú elmondása alapján a szerelvény padlója felszakadt a robbanás pillanatában), valamint hamisított fényképek a robbantókról (felvetések szerint lehetetlen ami sikerült a rendőrségnek, azaz hogy a robbantás helyszínén a törmelék, leszakadt testrészek és a robbanás által szétzúzott maradványok között rövid időn belül azonosításra alkalmas okmányokat találtak).
Egy közvéleménykutatás alapján, melyet a Channel 4 News műsor készített 500 brit muzulmán személlyel, 24%-uk úgy vélte, hogy nem a gyanúsítottak hajtották végre a robbantásokat.
A merénylet körül kialakult különféle teóriákat a BBC ’’The Conspiracy Files’’ (Az összeesküvés akták) sorozat 7/7 Ripple Effect amatőr filmje dolgozza fel, melynek első részét 2009. június 30-án vetítette a csatorna.
A film aggodalmat kelt néhány felvetéssel kapcsolatban, illetve azok értelmi szerzőjével kapcsolatban.

## A 2005. július 21-ei robbantások
2005. július 21-én egy második robbantás sorozatra került sor a Londoni metrórendszerben, és egy buszon. Mind a négy pokolgép detonátora aktiválódott, azonban egyik bomba főtöltete sem robbant fel. Áldozatok nem voltak, egyetlen emberről szólnak jelentések abban az időpontban, aki történetesen asztmában szenvedett és rohama volt.
A gyanúsított elkövetők elmenekültek a helyszínekről, azonban később mindannyiukat elkapták és letartóztatták.

## Megemlékezések

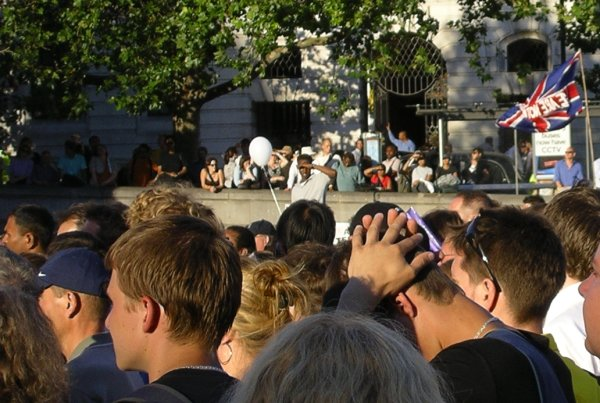
Megemlékezők a Trafalgár téren, július 14-én

A 2005. július 7-ei robbantásokat követően az Egyesült Királyságban, és számos más országban megemlékezések keretében rótták le tiszteletüket az emberet az áldozatok és az eltűntek iránt. A megemlékezések többféle módon történtek, így például „egyperces néma csenddel”, gyertyagyújtással, valamint virágcsokrok elhelyezésével az események helyszínén. A külföldi országok vezetői sok helyütt elrendelték a nemzeti lobogó félárbócra való eresztését, vagy az Egyesült Királyság adott országbeli külképviseletén részvétnyilvánító emlékkönyvet írtak alá üzenetükkel és tiszteletnyilvánításukkal.

### Egyesült Királyság
- A kormány július 8-án elrendeli a Union Jack félárbócra eresztését[42]
- Július 9-én London püspöke imákat mondott el az áldozatokért egy a második világháborúban helytálló nők tiszteletére rendezett szertartás alatt

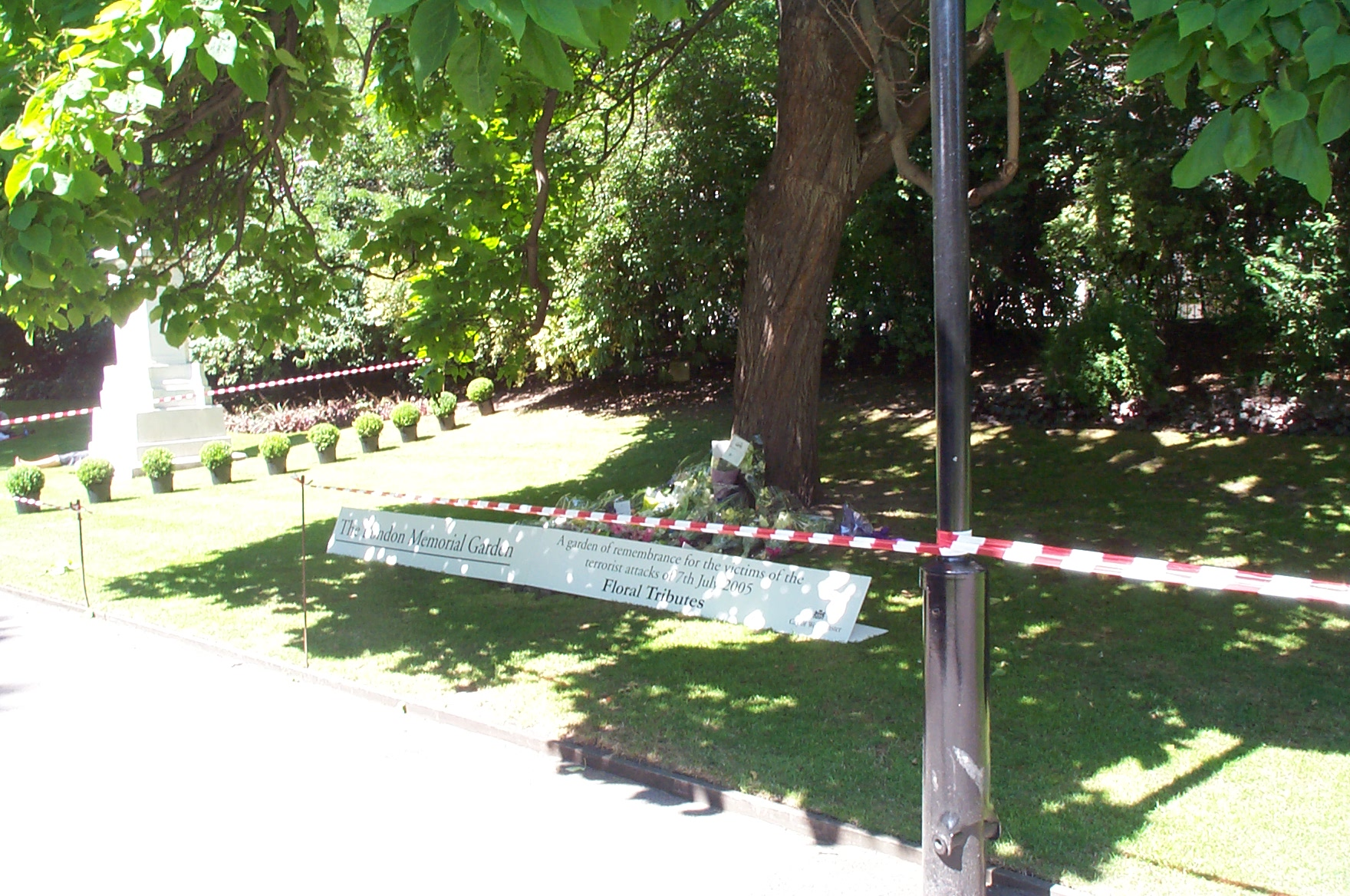
A London Memorial Garden (emlékkert) a Victoria Embankment Parkban

- Július 9-én (szombaton 17 órától) virrasztást tartottak a merénylet áldozataiért a Friends Meeting House kertjében, a Euston pályaudvar mellett, Londonban. A virrasztást három szervezet hirdette meg: a Stop the War Coalition (Állítsuk Meg a Háborút Koalíció), a Campaign for Nuclear Disarmament (A Nukleáris Lefegyverzésért Mozgalom) és a Muslim Association of Britain (Nagy Britannia Muszlim Szövetsége).
- 2005. július 14-én Európa szerte 2 perces néma csenddel emlékeztek meg az áldozatokról[43]
- szintén 14-én a Trafalgar téren ezrek érkeztek a 18 órától kezdődő virrasztásra. A megemlékezést nyitó egyperces néma csend után számos szónok tartott beszédet a következő két órában. Sir Jonathan Sacks vezető rabbi felszólalásában arról beszélt, hogy ’’nem szabad a terrornak győznie azzal, hogy haragot kelt bennünk, és a harag kipusztítja belőlünk azokat az értékeket, amelyektől önmagunk vagyunk’’. A szavait a soron következő több felszólaló is megismételte.
- 2005. november 1-jén emlékmisét celebráltak a Szent Pál Katedrálisban[44]
- 2006. július 7-én délben két perces néma csenddel emlékeztek meg országszerte az áldozatokról, valamint azokról, akiket érintett a tragédia[45]
- 2009. július 7-én Károly herceg egy állandó emlékhelyet nyitott meg a Hyde Parkban[46]

### Új-Zéland
- Vilmos herceg az Egyesült Királyság konzulátusán aláírta a részvétnyilvánítási emlékkönyvet
- július 8-án Helen Clark miniszterelnök-asszony elrendelte a nemzeti lobogó félárbócra való eresztését[47]

### Egyesült Államok
- Washingtonban a brit nagykövetség épülete előtt az amerikai hadsereg zenekara eljátszotta a God Save the Queen-t. Virágcsokrok tucatjait és üzeneteket helyezték el a követség épületénél a tiszteletüket leróvó emberek olyan szövegekkel, mint például: "Ma mindannyian britek vagyunk!"
- Július 8-án az elnök a G8 csúcstalálkozóról való visszatértében felkereste a követséget és aláírta a részvétnyilvánítási emlékkönyvet.[48]
- Július 12-én a Detroit Symphony Orchestra (Detroiti Szimfonikus Zenekar) eljátszotta az Egyesült Királyság himnuszát Detroitban, a Major League Baseball All-Star Game baseball mérkőzés előtt.

### Kanada
Kanada-szerte minden kormányépületen félárbócra eresztették a nemzeti lobogót, így az ottawai parlament óratornyán is.

### Franciaország
Jacques Chirac köztársasági elnök elrendelte a francia trikolor félárbócra engedését

### Európai Unió
Az Európai Parlament egyperces néma csenddel emlékezett meg a merénylet áldozatairól

### Lengyelország
A lengyel parlament alsóháza egyperces csenddel rótta le tiszteletét az áldozatok előtt

### Oroszország
Július 8-án virágcsokrokat helyeztek az Egyesült Királyság moszkvai nagykövetsége elé, valamint egyperces csenddel emlékeztek meg mind a követségi alkalmazottak, mind pedig a tiszteletüket leróvó helyi lakosok egymás kezét megfogva és a szolidaritás élő láncát alkotva.

### Írország
Július 14-én (a londoni megemlékezéssel egyidőben) az ír parlament egyperces csenddel rótta le kegyeletét az áldozatok tiszteletére

### Spanyolország
Az Egyesült Királyság himnuszát játszották őrségváltáskor a királyi palota előtt (Plaza de Oriente), Madridban. A ceremónián részt vettek a brit nagykövet, valamint a spanyol királyi család tagjai. A Madridi merénylet után az Egyesült Királyság hasonló ceremóniát bonyolított a Buckingham-palota előtt.

### Ausztrália
- Sydneyben, a Szt Andrew katedrálisban elénekelték a God Save the Queen-t.
- John Howard miniszterelnök felolvasott egy passzust a Bibliából, és Philip Jensen anglikán lelkész a gonoszról prédikált, valamint részleteket idézett a Bibliából.

## Fordítás
Ez a szócikk részben vagy egészben  a(z)   7 July 2005 London bombings című angol nyelvű Wikipédia-szócikk fordításán alapul.  Az eredeti cikk szerkesztőit annak laptörténete sorolja fel. Ez a jelzés csupán a megfogalmazás eredetét és a szerzői jogokat jelzi, nem szolgál a cikkben szereplő információk forrásmegjelöléseként.

## Külső hivatkozások
Hivatalos nyomozási jegyzőkönyv